# Les Contes de Grimm : Cendrillon
Pour les articles homonymes, voir Contes de Grimm (homonymie).
Pour plus de détails, voir Fiche technique et Distribution.
Les Contes de Grimm : Cendrillon est un téléfilm allemand réalisé par Susanne Zanke en 2010. L'histoire est inspirée du conte populaire Cendrillon. Ce film fait partie de la série de films Märchenperlen de ZDF.

## Synopsis
Depuis qu'elle est orpheline de mère, la jeune Cendrillon est élevée par sa belle-mère qui, avec la complicité de sa fille, la maltraite en lui faisant faire seule les tâches ménagères les plus ingrates. Mais un matin, dans la forêt, Cendrillon rencontre un chasseur qui se révèle être le prince Victor. Ce dernier est à la recherche d'une épouse. Cendrillon est conviée à assister au bal donné par le prince. Elle parvient à ravir son cœur grâce à l'aide de sa marraine la fée, qui veille sur son destin.

## Fiche technique
- Réalisation : Susanne Zanke
- Producteur : Thomas Teubner
- Coproducteur : Jussuf Koschier
- Coproducteur : Ernst Geyer
- Scénariste : Bettina Janis
- Compositeur : Hannes Michael Schalle
- Directeur de la photographie : Markus Selikovsky
- Chef monteur : Charlotte Müllner

## Distribution
- Emilia Schüle : Marie / Cendrillon
- Max Felder : le prince Leonhard
- Johanna Paliege : Clothilde
- Simone Thomalla : Thérèse
- Gabriel Barylli : le père de Cendrillon
- Amelie Binder : Cendrillon enfant
- Emely Arato : Clothilde enfant
- Jennifer Newrkla : la mère de Cendrillon

## Particularités de l'adaptation du conte
- Dans le téléfilm, Cendrillon s'appelle Marie.
- La belle-mère de Cendrillon n'a qu'une fille et elle s'appelle Clothilde.
  - Le père de Cendrillon ne meurt pas, mais est souvent absent. Parfois, il préfère Clothilde mais sa femme n'aime pas Marie (Cendrillon).